# Быховское сельское поселение
Быховское се́льское поселе́ние — муниципальное образование в Комаричском районе Брянской области Российской Федерации.
Административный центр — село Быхово.

## История
Статус и границы сельского поселения установлены Законом Брянской области от 9 марта 2005 года № 3-З «О наделении муниципальных образований статусом городского округа, муниципального района, городского поселения, сельского поселения и установлении границ муниципальных образований в Брянской области».
Законом Брянской области от 2 февраля 2016 года статус сельского населенного пункта село Апажа изменён на статус сельского населенного пункта деревня Апажа

## Население
| 2010 | 2011 | 2012 | 2013 | 2014 | 2015 | 2016 |
| ---- | ---- | ---- | ---- | ---- | ---- | ---- |
| 989  | ↘982 | ↘971 | ↘932 | ↘908 | ↘907 | ↘901 |
| 2017 | 2018 | 2019 | 2020 | 2021 |      |      |
| ↘883 | ↘865 | ↘846 | ↘833 | ↘747 |      |      |

## Населённые пункты
| № | Населённый пункт | Тип     | Население |
| - | ---------------- | ------- | --------- |
| 1 | Апажа            | деревня | ↘226      |
| 2 | Быхово           | село    | ↘196      |
| 3 | Заречная         | деревня | ↘190      |
| 4 | Зиновкино        | деревня | ↘24       |
| 5 | Козлово          | деревня | ↘9        |
| 6 | Красный Путь     | посёлок | →0        |
| 7 | Соловьевский     | посёлок | ↘58       |
| 8 | Фроловский       | посёлок | ↘13       |
| 9 | Шарово           | село    | ↘216      |